# Tanytarsus nilicola
Tanytarsus nilicola är en tvåvingeart som först beskrevs av Jean-Jacques Kieffer 1923.  Tanytarsus nilicola ingår i släktet Tanytarsus och familjen fjädermyggor.
Artens utbredningsområde är Sudan. Inga underarter finns listade i Catalogue of Life.